# Ajdut HaAvodá - Poalei Tzion
Ajdut HaAvodá - Poalei Tzion fue un partido político israelí de ideología sionista y socialista. Surgió en 1954 como escisión del Mapam. Formó parte de varios gobiernos hasta que en 1968 se integró en el nuevo Partido Laborista.

## Historia
El 23 de agosto de 1954, Moshe Aram, Yisrael Bar-Yehuda, Yitzhak Ben-Aharon y Aharon Zisling se separaron del partido Mapam, para crear Ajdut HaAvodá — Poalei Tzion. Sin embargo, no fueron reconocidos como un partido independiente por el Presidente de la Knéset. El nuevo partido también imprimió un periódico llamado: LaMerhav, que se convirtió en una publicación diaria, y que fue publicado hasta fusionarse con el periódico Davar, en mayo de 1971. Ajdut HaAvodá - Poalei Tzion participó en las elecciones legislativas de 1955 y obtuvo 10 escaños. Se convirtió así en la quinta fuerza parlamentaria y llegó a formar parte de los gobiernos de coalición de David Ben-Gurión, durante la tercera Knéset. Nahum Nir fue nombrado presidente de la Knéset (la única vez que no ha sido un miembro del partido gobernante), Bar-Yehuda fue nombrado Ministro del Interior y Moshé Carmel Ministro de Transportes. Sin embargo, el partido fue el responsable último de la caída del gobierno en 1959, cuando tanto ellos como los socios de la coalición Mapam, votaron contra el gobierno sobre la cuestión de la venta de armas a Alemania Occidental y se negaron a abandonar la coalición. En las elecciones de 1959, su fuerza se redujo a siete escaños. De nuevo se unieron a la coalición de gobierno hasta su colapso en 1961, con Ben-Aharon como Ministro de Transporte. En las elecciones de 1961, sacaron ocho escaños, y formaron parte de los tres gobiernos de coalición de la Quinta Knéset, con Igal Alón como ministro de Trabajo y Ben-Aharon, Bar-Yehuda y Moshé Carmel como Ministros de Transporte. En las elecciones de 1965, el partido se alió con el Mapai, para formar la coalición Alineamiento, que obtuvo 45 escaños. El 23 de enero de 1968, el partido se fusionó con el Mapai y el Rafi, para formar el Partido Laborista Israelí y Ajdut HaAvodá - Poalei Tzion dejó de existir como partido político.

## Resultados electorales
Knéset
|  | 8.2 % |

|  | 6.0 % |

|  | 6.6 % |